# Granulomatosis orofacial
La granulomatosis orofacial (también conocida como queilitis granulomatosa y granulomatosis oral), es una condición que se caracteriza por el agrandamiento permanente de los tejidos blandos de la boca, los labios y el área alrededor de la boca en la cara. El agrandamiento no causa ningún dolor, pero el tratamiento y el pronóstico son inciertos . El mecanismo del agrandamiento es de tipo granulomatoso. La causa real de la enfermedad no se comprende por completo, y hay desacuerdo en cuanto a cómo se relaciona con la enfermedad de Crohn y sarcoidosis.1
Es considerada una enfermedad granulomatosa no caseificante caracterizada por: 
- Agrandamiento labial persistente.
- Tumefacción facial.
- Tumefacción intraoral.
- Ulceración intraoral.
- Manifestación neurológica en algunos casos.

Es poco común, puede afectar tanto a hombres como mujeres. Se presenta entre la segunda y quinta década de vida. Se dice que es idiopática, pero se le puede asociar a algún tipo de alérgeno sobre todo a benzoatos y a la canela, por lo tanto hay que hacer pruebas para descartar que el paciente no sea alérgico a este tipo de alérgenos.
Importante descartar enfermedad de Crohn.

## Tratamiento
Modificación de la dieta, corticoides, tracolimus tópico (inmunosupresor) que es efectivo también en liquen plano, inyección de corticoides intralesional, corticoides sistémicos que es lo más típico y los inmunosupresores cuando empiezan a fallar las terapias con corticoides.